# Буревісник великий
Буревісник великий (Puffinus gravis) — великий морський птах, якого зазвичай відносять до роду буревісник (Puffinus), проте точна таксономія залишається спірною, інколи його відносять до роду Ardenna (Penhallurick & Wink 2004). Цей птах гніздиться на островах Найтінгейл, Тристан-да-Кунья і Гоф, та є одним з небагатьох птахів що для зимування мігрує до північної півкулі, рухаючись на північ уздовж західного узбережжя Атлантичного океану та повертаючись назад уздовж східного.